# British Steel Tour
British Steel Tour es la undécima gira mundial de conciertos  de la banda británica de heavy metal Judas Priest, en apoyo de su álbum British Steel de 1980. Comenzó el 7 de marzo de 1980 en la Universidad de Cardiff, Gales, y culminó el 23 de agosto del mismo año en el Golden Summernight Festival de Núremberg en Alemania Occidental.

## Antecedentes
La gira contó con dos etapas bien marcadas; la primera por Europa y la segunda por Norteamérica. Durante la primera, tocaron en varias ciudades del Reino Unido con Iron Maiden como teloneros, que destacó porque se inició un mes antes de la publicación oficial de British Steel y es por ello que en varias presentaciones no tocaron ninguna canción del disco. Por su parte, en los Estados Unidos tuvieron en ocasiones a Def Leppard como teloneros y en ciertas presentaciones se les unía Scorpions como banda soporte. Dentro de las más de sesenta fechas destacó la participación en el primer festival Monsters of Rock, que se celebró en el Donington Park de Derby, en donde compartieron escenario con los ya mencionados Scorpions, Touch, Riot, Saxon, April Wine y Rainbow.

## Grabaciones en vivo
Al igual que la gira anterior se grabaron algunos bootlegs, pero también algunos registros audiovisuales oficiales que se realizaron para el programa de la BBC, Top of the Pops. El 27 de agosto por la mañana se grabó un vídeo de «Living After Midnight» y al día siguiente en el mismo programa de televisión se registró la canción «United». Ambos vídeos posteriormente se incluyeron como material extra en el DVD Electric Eye de 2003.

## Lista de canciones
Como ya era costumbre en las presentaciones en vivo, la banda agregaba o extraía algunas canciones de sus setlist dando paso a una gran variedad de listados. Como ya se mencionó anteriormente durante varios conciertos por el Reino Unido, ninguna canción de British Steel fue interpretada en vivo. A diferencia de ello y en ciertas fechas por los Estados Unidos incluyeron a «Steeler» y «You Don't Have to Be Old to Be Wise» regularmente en los listados y en muy pocas ocasiones agregaban los temas «Metal Gods» y «Breaking the Law». A continuación los setlist interpretados en Bristol el 9 de marzo y el dado el 1 de junio en San Antonio.
- Colston Hall, Bristol

1. «Hell Bent for Leather»
2. «Delivering the Gods»
3. «Running Wild»
4. «The Ripper»
5. «White Heat, Red Hot»
6. «Beyond the Realms of Death»
7. «Sinner»
8. «The Green Manalishi (With the Two Pronged Crown)»
9. «Victim of Changes»
10. «Genocide»
11. «Starbreaker»
12. «Take On the World»
13. «Tyrant»

- HemisFair Arena, San Antonio

1. «Exciter»
2. «Running Wild»
3. «Metal Gods»
4. «Breaking the Law»
5. «Sinner»
6. «The Ripper»
7. «Diamonds & Rust»
8. «You Don't Have to Be Old to Be Wise»
9. «Genocide»
10. «The Green Manalishi (With the Two Pronged Crown)»
11. «Living After Midnight»
12. «Victim of Changes»
13. «Hell Bent for Leather»

## Fechas
| Fecha        | País                | Ciudad              | Recinto/Festival                   | Notas                                                                           |
| Europa       | Europa              | Europa              | Europa                             | Europa                                                                          |
| ------------ | ------------------- | ------------------- | ---------------------------------- | ------------------------------------------------------------------------------- |
| 7 de marzo   | Gales               | Cardiff             | Universidad de Cardiff             | teloneados por Iron Maiden                                                      |
| 8 de marzo   | Inglaterra          | Leeds               | Universidad de Leeds               | teloneados por Iron Maiden                                                      |
| 9 de marzo   | Inglaterra          | Bristol             | Colston Hall                       | teloneados por Iron Maiden                                                      |
| 10 de marzo  | Inglaterra          | Mánchester          | Manchester Apollo                  | teloneados por Iron Maiden                                                      |
| 11 de marzo  | Inglaterra          | Sheffield           | Sheffield City Hall                | teloneados por Iron Maiden                                                      |
| 12 de marzo  | Inglaterra          | Sheffield           | Sheffield City Hall                | teloneados por Iron Maiden                                                      |
| 13 de marzo  | Inglaterra          | Leicester           | De Montfort Hall                   | teloneados por Iron Maiden                                                      |
| 14 de marzo  | Inglaterra          | Londres             | Hammersmith Odeon                  | teloneados por Iron Maiden                                                      |
| 15 de marzo  | Inglaterra          | Londres             | Hammersmith Odeon                  | teloneados por Iron Maiden                                                      |
| 16 de marzo  | Inglaterra          | Southampton         | Gaumont Theatre                    | teloneados por Iron Maiden                                                      |
| 18 de marzo  | Escocia             | Aberdeen            | Capitol Theatre                    | teloneados por Iron Maiden                                                      |
| 19 de marzo  | Escocia             | Edimburgo           | Odeon Theatre                      | teloneados por Iron Maiden                                                      |
| 20 de marzo  | Inglaterra          | Newcastle upon Tyne | City Hall                          | teloneados por Iron Maiden                                                      |
| 21 de marzo  | Inglaterra          | Newcastle upon Tyne | Mayfair Ballroom                   | teloneados por Iron Maiden                                                      |
| 22 de marzo  | Escocia             | Glasgow             | Apollo Theatre                     | teloneados por Iron Maiden                                                      |
| 23 de marzo  | Gales               | Queensferry         | Deeside Leisure Centre             | teloneados por Iron Maiden                                                      |
| 24 de marzo  | Inglaterra          | Liverpool           | Empire Theatre                     | teloneados por Iron Maiden                                                      |
| 25 de marzo  | Inglaterra          | Stoke-on-Trent      | Trentham Gardens                   | teloneados por Iron Maiden                                                      |
| 26 de marzo  | Inglaterra          | Birmingham          | Birmingham Odeon                   | teloneados por Iron Maiden                                                      |
| 27 de marzo  | Inglaterra          | Birmingham          | Birmingham Odeon                   | teloneados por Iron Maiden                                                      |
| 1 de abril   | Inglaterra          | Londres             | Rainbow Theatre                    | teloneados por Iron Maiden                                                      |
| 12 de abril  | Alemania Occidental | Hamburgo            | Markthalle                         |                                                                                 |
| 13 de abril  | Alemania Occidental | Berlín              | Huxley's Neue Welt                 |                                                                                 |
| 14 de abril  | Alemania Occidental | Hannover            | Niedersachsenhalle                 |                                                                                 |
| 15 de abril  | Alemania Occidental | Colonia             | Sartory-Säle                       |                                                                                 |
| 16 de abril  | Alemania Occidental | Neu-Isenburg        | Hugenottenhalle                    |                                                                                 |
| 18 de abril  | Alemania Occidental | Erlangen            | Stadthalle                         |                                                                                 |
| 20 de abril  | Alemania Occidental | Múnich              | Schwabinger Bräu                   |                                                                                 |
| 21 de abril  | Alemania Occidental | Mannheim            | Rosengarten                        |                                                                                 |
| 22 de abril  | Alemania Occidental | Karlsruhe           | Johanness-Brahms-Saal              |                                                                                 |
| 25 de abril  | Francia             | París               | Bataclan                           |                                                                                 |
| 26 de abril  | Bélgica             | Bruselas            | Vorst National                     |                                                                                 |
| Norteamérica |                     |                     |                                    |                                                                                 |
| 25 de mayo   | Estados Unidos      | Fort Worth          | Will Rogers Auditorium             | teloneados por Axe                                                              |
| 29 de mayo   | Estados Unidos      | Austin              | Opera House                        |                                                                                 |
| 30 de mayo   | Estados Unidos      | Austin              | Opera House                        |                                                                                 |
| 31 de mayo   | Estados Unidos      | Houston             | Sam Houston Coliseum               | teloneados por Def Leppard y Scorpions                                          |
| 1 de junio   | Estados Unidos      | San Antonio         | HemisFair Arena                    | teloneados por Def Leppard                                                      |
| 2 de junio   | Estados Unidos      | Corpus Christi      | Memorial Coliseum                  | teloneados por Def Leppard                                                      |
| 4 de junio   | Estados Unidos      | Amarillo            | Amarillo Civic Center              | teloneados por Def Leppard                                                      |
| 6 de junio   | Estados Unidos      | Midland             | Chaparral Center                   | teloneados por Def Leppard                                                      |
| 7 de junio   | Estados Unidos      | El Paso             | El Paso County Coliseum            | teloneados por Def Leppard                                                      |
| 9 de junio   | Estados Unidos      | Tucson              | Centro de Convenciones             | teloneados por Def Leppard                                                      |
| 10 de junio  | Estados Unidos      | Albuquerque         | Tingley Coliseum                   | teloneados por Def Leppard                                                      |
| 12 de junio  | Estados Unidos      | Phoenix             | Arizona Veterans Memorial Coliseum |                                                                                 |
| 13 de junio  | Estados Unidos      | Long Beach          | Long Beach Arena                   |                                                                                 |
| 14 de junio  | Estados Unidos      | San Bernardino      | Orange Pavilion                    |                                                                                 |
| 15 de junio  | Estados Unidos      | San Diego           | Universidad Estatal de San Diego   |                                                                                 |
| 17 de junio  | Estados Unidos      | Seattle             | Seattle Center Coliseum            |                                                                                 |
| 19 de junio  | Estados Unidos      | San Francisco       | The Warfield                       | teloneados por Ray Gomez                                                        |
| 21 de junio  | Estados Unidos      | Portland            | Veterans Memorial Coliseum         |                                                                                 |
| 25 de junio  | Estados Unidos      | Denver              | Rainbow Music Hall                 |                                                                                 |
| 28 de junio  | Estados Unidos      | Saint Louis         | Superjam '80                       | junto a Sammy Hagar, April Wine Journey y Shooting Star                         |
| 1 de julio   | Estados Unidos      | Albany              | Palace Theatre                     |                                                                                 |
| 2 de julio   | Estados Unidos      | Rochester           | Auditorium Theatre                 | teloneados por Def Leppard y Scorpions                                          |
| 3 de julio   | Estados Unidos      | Asbury Park         | Convention Hall                    | junto a Def Leppard y Scorpions, abriendo para The Allman Brothers Band         |
| 4 de julio   | Estados Unidos      | Hartford            | Stage West                         | teloneados por Cryar                                                            |
| 5 de julio   | Estados Unidos      | Uniondale           | Memorial Coliseum                  | teloneados por Def Leppard y Scorpions                                          |
| 6 de julio   | Estados Unidos      | Allentown           | Agricultural Hall                  | teloneados por Dakota                                                           |
| 7 de julio   | Estados Unidos      | Hempstead           | Calderone Concert Hall             | teloneados por Def Leppard y Scorpions                                          |
| 8 de julio   | Estados Unidos      | Towson              | Towson Center Arena                | teloneados por Def Leppard y Scorpions                                          |
| 12 de julio  | Estados Unidos      | Nueva York          | The Palladium                      |                                                                                 |
| 23 de julio  | Estados Unidos      | Kalamazoo           | Wings Stadium                      | junto a Def Leppard, Scorpions, Ted Nugent y Bob Seger & The Silver Bullet Band |
| 25 de julio  | Estados Unidos      | Pekin               | Pekin Memorial Arena               |                                                                                 |
| 27 de julio  | Estados Unidos      | Rockford            | Rockford Speedway                  | junto a Scorpions, Joe Perry Project y Heart                                    |
| 28 de julio  | Estados Unidos      | Dubuque             | Five Flags Center                  | teloneados por Scorpions                                                        |
| 30 de julio  | Estados Unidos      | Dayton              | Hara Arena                         | teloneados por Scorpions                                                        |
| 31 de julio  | Estados Unidos      | Pittsburgh          | Stanley Theater                    | teloneados por Def Leppard y Scorpions                                          |
| 2 de agosto  | Estados Unidos      | Boston              | Orpheum Theatre                    | teloneados por Def Leppard y Scorpions                                          |
| 3 de agosto  | Estados Unidos      | Siracusa            | Landmark Theatre                   | teloneados por Def Leppard y Scorpions                                          |
| Europa II    |                     |                     |                                    |                                                                                 |
| 16 de agosto | Inglaterra          | Derby               | Monsters of Rock                   | junto a Scorpions, Rainbow, Riot, April Wine, Saxon y Touch                     |
| 23 de agosto | Alemania Occidental | Núremberg           | Golden Summernight Festival        |                                                                                 |

## Músicos
- Rob Halford: voz
- K.K. Downing: guitarra eléctrica
- Glenn Tipton: guitarra eléctrica y coros
- Ian Hill: bajo
- Dave Holland: batería